# Marek Kusto
Marek Andrzej Kusto (ur. 29 kwietnia 1954 w Bochni) – polski piłkarz i trener piłkarski. W czasie kariery zawodniczej grający na pozycji napastnika.
Podczas swojej kariery klubowej dwukrotnie zdobył Puchar Polski (1980 i 1981); sięgnął również po mistrzostwo Belgii (1984) i Puchar Belgii (1983). Po zakończeniu kariery został trenerem piłkarskim.

## Reprezentacja Polski
W reprezentacji Polski rozegrał 19 meczów, strzelił w nich 3 bramki. Był uczestnikiem Mundiali w 1974 i 1982, kiedy to polski zespół zajmował 3. miejsce, oraz Mundialu w 1978. Jednak w 1974 r. i w 1978 r. był tylko rezerwowym i nie wyszedł ani razu na boisko (jest jedynym piłkarzem reprezentacji, który dwa razy znalazł się w takiej sytuacji). Dopiero w 1982 r. w Hiszpanii trzykrotnie wszedł jako zmiennik.
| lp. | Data                 | Miejsce        | Przeciwnik | Rezultat | Rozgrywki       | Grał   | Uwagi        |
| --- | -------------------- | -------------- | ---------- | -------- | --------------- | ------ | ------------ |
| 1.  | 13 kwietnia 1974     | Port-au-Prince | Haiti      | 1-2      | towarzyski      | do 74' |              |
| 2.  | 15 kwietnia 1974     | Port-au-Prince | Haiti      | 3-1      | towarzyski      | od 9'  | Gol          |
| 3.  | 15 maja 1974         | Warszawa       | Grecja     | 2-0      | towarzyski      | od 46' |              |
| 4.  | 1 września 1974      | Helsinki       | Finlandia  | 2-1      | elim. Euro 1976 | od 77' |              |
| 5.  | 7 września 1974      | Wrocław        | Francja    | 0-2      | towarzyski      | od 76' |              |
| 6.  | 6 maja 1976          | Ateny          | Grecja     | 0-1      | towarzyski      | 90'    |              |
| 7.  | 11 maja 1976         | Bazylea        | Szwajcaria | 1-2      | towarzyski      | do 60' |              |
| 8.  | 24 sierpnia 1977     | Wiedeń         | Austria    | 1-2      | towarzyski      | do 45' |              |
| 9.  | 12 listopada 1977    | Wrocław        | Szwecja    | 2-1      | towarzyski      | 90'    | Gol          |
| 10. | 22 marca 1978        | Luksemburg     | Luksemburg | 3-1      | towarzyski      | od 61' |              |
| 11. | 5 kwietnia 1978      | Poznań         | Grecja     | 5-2      | towarzyski      | 90'    |              |
| 12. | 30 sierpnia 1978     | Helsinki       | Finlandia  | 1-0      | towarzyski      | 90'    | Żółta kartka |
| 13. | 6 września 1978      | Reykjavik      | Islandia   | 2-0      | elim. Euro 1980 | 90'    | Gol          |
| 14. | 11 października 1978 | Bukareszt      | Rumunia    | 0-1      | towarzyski      | 90'    |              |
| 15. | 25 marca 1981        | Bukareszt      | Rumunia    | 0-2      | towarzyski      | od 45' |              |
| 16. | 14 czerwca 1982      | Vigo           | Włochy     | 0-0      | MŚ 1982         | od 72' |              |
| 17. | 19 czerwca 1982      | La Coruña      | Kamerun    | 0-0      | MŚ 1982         | od 67' |              |
| 18. | 8 lipca 1982         | Barcelona      | Włochy     | 0-2      | MŚ 1982         | od 78' |              |
| 19. | 12 września 1984     | Helsinki       | Finlandia  | 2-0      | towarzyski      | do 54' |              |

## Kariera klubowa
- Wawel Kraków (1967-72),
- Wisła Kraków (1972-77),
- Legia Warszawa (1977-82),
- KSK Beveren – Belgia (1982-90),
- FC Dendermonde – Belgia (1990-1991).

## Kariera trenerska
- Wisła Kraków (1993-1994)
- reprezentacja Polski – asystent selekcjonera (1995-1996)
- Huragan Waksmund (1996-1997)
- Wisła Kraków (1999)
- Widzew Łódź (2001)
- Arka Gdynia (2001-2003)
- BKS Bochnia (2004-2005)
- Zagłębie Lubin – II trener (2005-2006)
- Wisła Kraków – dyrektor sportowy 2006
- BKS Bochnia – trener 2007
- MKS Limanovia – trener 2008